# Sierscheid
Sierscheid település Németországban, Rajna-vidék-Pfalz tartományban. Lakosainak száma 90 fő (2023. december 31.).

## Népesség
A település népességének változása:
| Lakosok száma | 82   | 91   | 90   | 89   | 88   | 90   |
|               | 1975 | 2017 | 2019 | 2021 | 2022 | 2023 |